# Федченко Михайло Павлович
Миха́йло Па́влович Фе́дченко (нар. 1869 — пом. ?) — український громадський діяч, депутат Державної думи Російської імперії 1-го скликання від Херсонської губернії.

## Біографія
Українець, православного віросповідання, селянин села Червона Кам'янка Олександрійського повіту Херсонської губернії. Здобув початкову освіту. Протягом 9 років був волосним писарем. Безпартійний.
14 квітня 1906 року обраний до І Державної думи від загального складу виборників Херсонського губернського виборчого зібрання. Входив до групи Партії демократичних реформ. Співпрацював з Українською думською громадою.
Після розгону царем І Думи подальша доля невідома.